# Псевдопсихопатическая шизофрения
Псевдопсихопати́ческая шизофрени́я или психопатоподо́бная шизофрени́я — форма шизофрении, проявляющаяся изменениями характера и соответствующими нарушениями поведения из-за текущего эндогенного процесса, напоминающими «конституциональную психопатию» (ныне — расстройство личности). Основная черта расстройства — психопатоподобное поведение.

## Сходство с психопатиями
При психопатоподобной форме вялотекущей шизофрении, согласно А. Е. Личко, может обнаруживаться схожесть с шизоидной, неустойчивой, реже истерической или эпилептоидной психопатией (по классификации психопатий П. Б. Ганнушкина). Однако это устаревшие данные, использующие старую классификацию как психопатий, так и названия психопатоподобной шизофрении. Термин «вялотекущая шизофрения» с переходом на МКБ-10 в России в 1997 году исчез из психиатрического употребления.

## Синдромы психопатоподобной формы шизофрении
Личко А. Е. (1979) были описаны следующие синдромы психопатоподобной формы у подростков:
- Синдром нарастающей шизоидизации;
- Синдром неустойчивого поведения;
- Эпилептоидный синдром;
- Истероидный синдром.

Синдром нарастающей шизоидизации — наиболее частый. При ней у индивида нарастает замкнутость, необщительность, охлаждаются чувства к близким родственникам, теряются друзья. Личность начинает всё более соответствовать шизоидному расстройству личности, с нарастанием тяжести личностного расстройства. Тем не менее снижения энергетического потенциала не наступает, а вместо абулии и апатии появляется напряжённая деятельность с необычными занятиями и увлечениями («патологическими хобби»). Отмечается озлобленность, когда мешают заниматься любимыми хобби, сами хобби — вычурные и необычные, при этом занятия индивида с психопатоподобной шизофренией непродуктивны.
Синдром неустойчивого поведения наиболее схож с гебоидным синдромом (гебоидофренией), который был описан Карлом Кальбаумом (1890), однако в случае синдрома неустойчивого поведения отсутствует такая быстрая деградация личности.

## Клиническая картина
Проявляется псевдопсихопатическая шизофрения соответствующими нарушениями поведения: асоциальным поведением, немотивированной жестокостью и беспринципностью, нелепыми уходами из дома, расторможенностью влечений, странными увлечениями. Отличие от расстройства личности заключается в том, что нарушения поведения не связаны с отношениями в семье и воспитанием. Болезнь появляется внезапно после периода благополучного развития в детстве. Характерно прекращение отношений со всеми прежними друзьями и присоединение к асоциальной компании, употребление психоактивных веществ (наркотиков) и алкоголя, беспричинная ненависть к родителям. Некоторые страдающие псевдопсихопатической шизофренией лица высказывают шокирующие человеконенавистнические, философские, религиозные или националистические идеи.
По мере развития болезни неуправляемость сменяется ленью, пассивностью и безразличием.

## Классификация
В Международной классификации болезней 9-го пересмотра (МКБ-9) психопатоподобная шизофрения относилась к рубрике 295.5 — латентная (вялотекущая, малопрогредиентная) шизофрения. 295.51 — вялотекущая шизофрения с неврозоподобной и психопатоподобной симптоматикой.
В МКБ-10 псевдопсихопатическая (психопатоподобная) шизофрения относится к подтипам шизотипического расстройства, её код в адаптированной для использовании в Российской Федерации классификации — F21.4. Также в диагноз F21.4 включается «пограничная шизофрения».